# Xerovounos
Xerovounos (in greco Ξερόβουνος?; in turco Yukarı Yeşilırmak) è stato un villaggio (oggi quartiere di Yeşilırmak) situato de iure nel distretto di Nicosia di Cipro, e de facto nel distretto di Lefke di Cipro del Nord, a ovest di Karavostasi.

## Geografia fisica
Xerovounos è un insediamento (prima villaggio, poi quartiere) nella regione della Tillyria, situato sulle pendici settentrionali delle montagne del Troodos.

## Origini del nome
Attualmente, Xerovounos è considerato come parte di Limnitis ed è stato rinominato Yukarı Yeşilırmak, che significa "Yeşilırmak superiore". Tuttavia, dal 1958 fino al 1975 i turco-ciprioti hanno usato il nome alternativo Kurutepe, che significa "collina secca", che è la traduzione del nome greco.

## Società

### Evoluzione demografica
Xerovounos/Kurutepe è sempre stato abitato prevalentemente da musulmani (turco-ciprioti). Nel 1918, molti dei suoi abitanti cominciarono a spostarsi dal villaggio, situato in montagna, verso zone vicine al mare dove si trova il villaggio di Limnitis/Yeşilırmak.  Come conseguenza di ciò, la maggior parte degli attuali abitanti di Limnitis/Yeşilırmak proviene da Xerovounos.  Durante la prima metà del ventesimo secolo, la popolazione del villaggio aumentò significativamente da 293 nel 1901 a 535 nel 1946. Tuttavia, un calo significativo fu registrato successivamente nel 1960, da 535 a 256 abitanti. Cio' fu dovuto al conteggio separato della popolazione per il villaggio di Limnitis/Yeşilırmak che fino al 1960 era stato invece registrato come parte di Xerovounos/Kurutepe.
Anche se  negli anni '60 nessuno dei turco-ciprioti del villaggio fu sfollato, durante quel periodo Xerovounos/Kurutepe e Limnitis/Yeşilırmak insieme divennero un importante centro di accoglienza per molti rifugiati turco-ciprioti che fuggirono dai villaggi vicini. Richard Patrick nota anche che nel 1971 c'erano 135 sfollati che vivevano ancora a Xerovounos/Kurutepe.
Dal 1974, Xerovounos/Kurutepe è stato incorporato in Limnitis/Yeşilırmak come quartiere; durante quel periodo fu rinominato Yukarı Yeşilırmak. Di conseguenza, non è possibile determinare la sua popolazione. Secondo il censimento del 2006 la popolazione di Limnitis/Yeşilırmak,  incluso Xerovounos/Kurutepe, ammontava a 410 abitanti. Nel 2011 la popolazione del comune era salita a 458 abitanti.